# Teatro Victoria (Barcelona)
El Teatro Victoria de Barcelona es un teatro ubicado en la avenida del Paralelo, n.º 67.
Fue fundado en el año 1905 por los hermanos Manuel Soriano y Ricardo Soriano, de aquí que su nombre inicial era el de Pabellón Soriano, muy conocido como "el Suri”. En el “Suri”, se hacían funciones de Variedades con los artistas de la época, incluso se hacían subastas de textiles, mítines políticos (como los de Lerroux) y se ofrecían las primeras sesiones cinematográficas de la firma Pathé.
En 1915, con motivo de escenificar obras de Santiago Rusiñol, se fundó la empresa «La Barcelonesa de Espectáculos, S.A.» como propietaria del local, al que se le llamó desde de entonces y hasta la actualidad, teatro Victoria. Se estrenaron importantes obras con artistas relevantes, como Margarita Xirgú, Emilio Vendrell, Marcos Redondo, etc.
En 1954, Jaime Balaguer Sarriera (1912-1989), un conocido industrial de Barcelona fabricante de tijeras y cuchillos, que había entrado en contacto con el teatro para hacer publicidad de sus productos, compró la totalidad de las acciones de «La Barcelonesa de Espectáculos, S.A.» a los señores Bergada, Tolosa y Bosch y se quedó con el teatro Victoria, como único propietario.
En los primeros tiempos se hicieron Vodeviles y Variedades con artistas de la talla, de Gema del Río, Maty Mont, Rosa y Nopi, Eugenia Roca, Mario Visconti, La Bella Dorita, Carmen Flores, Mary Merche, Gardenia Pulido, Escamillo... y programas de folclore español con Rafael Fariña, Estrellita Castro, Pepe Blanco, Carmen Morell, Antonio Amaya...
Jaime Balaguer se asoció con grandes empresarios, como Joaquin Gasa, los hermanos Riba de Scala, Laso de la Vega, Joaquín Soler Serrano, Jordi Morell..., para formar Compañía Artística,  y se ofrecieron los mejores espectáculos del momento, como "Lindsay Kemp", "La Linterna Mágica de Praga", "Le Cirque du Soleil", "Orquesta de RTV de Moscú", "El Diluvio que viene"...
En 1967 Jaime Balaguer construyó dos bloques de pisos, los n.º 65 y 67 del Paralelo, y realizó la primera reforma del Teatro Victoria, con entrada y vestíbulo de estilo modernista, que fue muy bien acogido por la crítica. Con esta ocasión se estrenó "Una chica en mi sopa" con las estrellas Concha Velasco y Guillermo Marín.  En el año 1969, construyó un nuevo bloque de pisos detrás del local, en la calle Vilá Vilá, lo que supuso la reforma total del Teatro: patio de butacas y primer piso, camerinos y bar-restaurante en la salida de emergencia..., que hicieron que el Teatro Victoria fuera con sus 1500 localidades y 4 palcos uno de los teatros más apreciados del momento. Se presentó "La Semana de la Cançó", con Joan Manuel Serrat, La Trinca, Núria Feliu, Peret y Joan Capri, de la mano de Joaquín Soler Serrano y se presentaron grandes revistas con Mary Santpere, Cassen, Tony Leblanc, Chicho Gordillo, etc.
En 1980 Jaime Balaguer se retiró y sus hijos Jordi Balaguer, Manuel Balaguer y Ricardo Balaguer, se hicieron cargo de la programación. Se presentaron espectáculos de Broadway como "Ain't Misbehavin'", "Mil años de Jazz", "Hair (musical)", "Cabaret", y grandes revistas con Sara Montiel, Ágata Lys, Barbara Rey, Lilián de Celis, "Tropicana", "Brasil Tropical", "Bibi Andersen"...
En 1986, con un contrato de alquiler de duración 20 años, entró a programar el teatro Victoria el grupo "Tres per Tres", sociedad formada por Tricicle, Dagoll Dagom y Anexa. Finalmente en el año 2001 esta sociedad compró el teatro, con lo que acabó la época de los Balaguer como propietarios del local. Entre sus espectáculos programados, cabe destacar el musical "Mar i Cel".
En 2019 Antonio Díaz, El Mago Pop, adquiere el Teatro Victoria,  donde pasa a representar su exitoso espectáculo "Nada es imposible" y, gracias a ello, logra en 2020 el reconocimiento de teatro más visitado del mundo.